# Kodein
Kodein, C18H21NO3, är ett smärtstillande ämne, ett morfinderivat, tillhörande gruppen opiater. Kodein är en av de naturliga opiaterna i opiumvallmo. Jämfört med de besläktade ämnena heroin och morfin, har kodein lägre potens. Den biokemiska förklaringen till att kodeins verkan är densamma som den för morfin, är att kodein omvandlas till morfin i kroppen.

## Användning
Vanligtvis används läkemedel med kodein för behandling av svårare huvudvärk (till exempel migrän), benbrott och andra typer av måttlig till svår smärta.

## Farmakologi
Kodein omvandlas i kroppen till morfin. Farmakologiskt binder kodein till samma opioidreceptorer. 
Vissa människor saknar det nödvändiga enzymet för omvandlingen till morfin, och för dessa har kodein liten effekt. Omkring 1 % av den vita befolkningen är så kallade ultrasnabba metaboliserare och har i stället dubbla uppsättningar av enzymet. Detta leder till att kodeinet  oavsett läkemedelsmängd har mycket kraftigare effekt, eftersom kodeinet då omvandlas till mer morfin än vad som normalt är fallet.

## Biverkningar
Halter av kodein i blodet tillsammans med alkoholintag kan orsaka andningsdepression. Vanlig biverkning - som med andra opiater - är förstoppning.

## Beroende
Kodein är beroendeframkallande. Hur lång tid beroendeutvecklingen tar varierar, stora doser kodein framkallar mycket snabbare ett begär än kodein för medicinskt bruk i terapeutiska doser. Abstinensbesvären kan vara både fysiska och psykiska, men är sällan lika kraftiga som vid rent morfinmissbruk. Vid missbruk av kodeintabletter som också innehåller paracetamol (till exempel Citodon, Panocod) riskerar missbrukaren leverskador på grund av paracetamolet. Risken för beroende av kodein är mycket liten jämfört med risken för beroende av heroin eller morfin, men risken är ändå påtaglig, särskilt vid långtidsanvändning.

## Narkotikaklassificering
I Sverige är alla preparat innehållande kodein narkotikaklassade. Alla läkemedel innehållande kodein är receptbelagda och särskild receptblankett krävs. Exempel på sådana läkemedel är Treo Comp och Citodon som vardera innehåller 30mg kodein.
I en ekvipotenstabell motsvarar 30mg kodein 3-4,5mg morfin; resten bryts ned till det overksamma ämnet norkodein och passerar via njurarna ut ur kroppen.